# It's A Sin
«It's a Sin» пісня англійського дуету Pet Shop Boys у стилі сінті-поп, що займала першу сходинку чарту UK Singles Chart протягом трьох тижнів у 1987 році, і допомогла групі втретє увійти до топ-10 у чарті Billboard Hot 100, посівши 9-е місце.

## Створення
Пісня написана Крісом Лоу і Нілом Теннантом, «It's a Sin» став першим синглом дуету, що увійшов до другого студійного альбому «Actually». Випущена в червні 1987 року, вона досягла першого місця у Великій Британії і протрималася в топі 3 тижні. Пісня стала хітом та мала найвищі продажі у Європі у 1987 році. У США сингл досяг дев'ятої сходинки Billboard Hot 100 і ставши третім синглом дуету, що увійшов у топ-10. Перший демо-трек був зроблений у 1984 році разом з Боббі Про. Форма демо-версії збереглася і у фінальній версії синглу, хоча випущена продукція стала набагато більш драматичнішою.
Пісня являє собою опис Теннантом католицького виховання та освіти в Сент-Катбертській середній школі у Ньюкасл-апон-Тайн, маючи на увазі, що все, що вважається приємним в житті вважається гріховним. Пісня використовує великі вибірки з Латинських мес (зокрема, Теннант читає частину з Confiteor. Також використовуються інші звуки, записані в місцях, таких як Вестмінстерський собор) та релігійні образи, щоб посилити відчуття від пісні. Теннант розповів, що він написав текст за 15 хвилин, виплескуючи свої емоції в момент відчаю та гніву.
Драматичний, пафосний стиль пісні, до якого були додані синтезатор, оркестровий біт та нелогічний семпл з відліку, який використовує НАСА, став прикладом крайнощів специфічного музичного стилю гурту Pet Shop Boys. Сингл залишається однією з двох пісень (разом з «West End Girls»), які виконувались в усіх концертних турах Pet Shop Boys.

## Критика
Після випуску синглу британський ді-джей Джонатан Кінг звинуватив Pet Shop Boys у тому, що вони для пісні «It's a Sin» використали мелодію пісні 1971 року «Wild World» Кета Стівенса. Він опбулікував цю інформацію у The Sun, де вів регулярну колонку у 1980-х роках. На підтвердження цього Кінг випустив власний кавер пісні «Wild World» окремим синглом, використовуючи музичне оформлення як у пісні «It's a Sin». Цей сингл провалився. Pet Shop Boys подали у суд на Кінга для відшкодування моральних збитків. Суд підтвердив оригінальне авторство пісні, а гроші, що Кінг виплатив за рішенням суду були спрямовані на благодійність.

## Формати синглу
7": Parlophone / R 6158 (Велика Британія)
1. «It's a Sin» — 4:59
2. «You Know Where You Went Wrong» — 5:51

12": Parlophone / 12R 6158 (Велика Британія)
1. «It's a Sin» (Disco Mix) — 7:39
2. «You Know Where You Went Wrong» — 5:51
3. «It's a Sin» (7" version) — 4:59

CD: Parlophone / CDR 6158 (Велика Британія)
1. «It's a Sin» (7" version) — 4:59
2. «You Know Where You Went Wrong» — 5:51
3. «It's a Sin» (Disco Mix) — 7:39

12": Parlophone / 12RX 6158 (Велика Британія)
1. «It's a Sin» (Remix) (Ian Levine) — 8:15
2. «You Know Where You Went Wrong» (Rough Mix) — 6:38

12": EMI-Manhattan / V-19256 (Велика Британія)
1. «It's a Sin» (Phil Harding Latin Vocal Mix) — 9:14
2. «It's a Sin» (Phil Harding Latin Dub Mix) — 4:20
3. «It's a Sin» (Remix) — 8:15
4. «It's a Sin» (Disco Mix) — 7:39
5. «You Know Where You Went Wrong» — 5:51

## Інші версії
У 2004 році, Pet Shop Boys взяла участь у програмі Passport Back to the Bars (серія благодійних концертів для збору коштів для благодійних організацій Shelter та War Child. Їх шоу у Camden Town Barfly (17 березня 2004 року) було першим без виступу музикантів. Також на ньому було представлено нову версію пісні «It's a Sin», яку пізніше було записано у студії.

## Відеокліп
Відео, зняте Дереком Джарменом, стало початком експериментальної співпраці режисера з групою. Відео продовжує лірику пісні і показує Теннанта під арештом у казематах інквізиції разом з Лоу, який грає роль його тюремника. Роль судді виконує Рон Муді в ролі судді. Кадри з суду та казематів перемежовуються з короткими вставками уособлень семи смертних гріхів.

## Чарти та продажі
| Чарт (1987)                               | Найвища сходинка |
| ----------------------------------------- | ---------------- |
| Австралія (Australian ARIA Singles Chart) | 10               |
| Австрія (Austrian Singles Chart)          | 1                |
| Канада RPM Top Singles                    | 8                |
| Фінляндія (Suomen virallinen lista)       | 1                |
| Франція (French SNEP Singles Chart)       | 12               |
| Німеччина (German Singles Chart)          | 1                |
| Ірландія (Irish Singles Chart)            | 1                |
| Італія (Italian Singles Chart)            | 1                |
| Нова Зеландія (New Zealand Singles Chart) | 8                |
| Норвегія (Norwegian Singles Chart)        | 1                |
| Польща (Polish Singles Chart)             | 1                |
| Південна Африка (Springbok Radio)         | 1                |
| Іспанія (AFYVE)                           | 1                |
| Швеція (Swedish Singles Chart)            | 1                |
| Велика Британія (UK Singles Chart)        | 1                |
| США (US Billboard Hot 100)                | 9                |
| США (US Billboard Hot Dance Club Play)    | 3                |

| Чарт (1987)                                          | Позиція |
| ---------------------------------------------------- | ------- |
| Австралія                                            | 50      |
| Австрія (Austrian Singles Chart)                     | 4       |
| Канада                                               | 57      |
| Нідерланди Dutch Top 40                              | 39      |
| Польща (Polish Singles Chart)                        | 3       |
| Південна Африка (Springbok Radio)                    | 18      |
| Швеція (Swedish Singles Chart)                       | 5       |
| Велика Британія                                      | 8       |
| Сполучені Штати Америки (Joel Whitburn's Pop Annual) | 100     |

| Країна          | Місце           | Дата                   | Продажі |
| --------------- | --------------- | ---------------------- | ------- |
| Австрія         | Золотий диск    | 21 вересня 1990 року   | 15,000  |
| Фінляндія       |                 |                        | 6,311   |
| Іспанія         | Золотий диск    | 1987 рік               | 25,000  |
| Швеція          | Платиновий диск | 10 листопада 1987 року | 50,000  |
| Велика Британія | Срібний диск    | 1 грудня 1987 року     | 200,000 |